# Cyrtandromoea decurrens
Cyrtandromoea decurrens är en tvåhjärtbladig växtart som först beskrevs av Carl Ludwig von Blume, och fick sitt nu gällande namn av Heinrich Zollinger. Cyrtandromoea decurrens ingår i släktet Cyrtandromoea och familjen Gesneriaceae. Inga underarter finns listade i Catalogue of Life.